# Wonderful Life (chanson de Black)
Pour les articles homonymes, voir Wonderful Life.
Wonderful Life est une chanson de Black enregistrée en 1986 pour l'album Wonderful Life.

## Formats et track listings

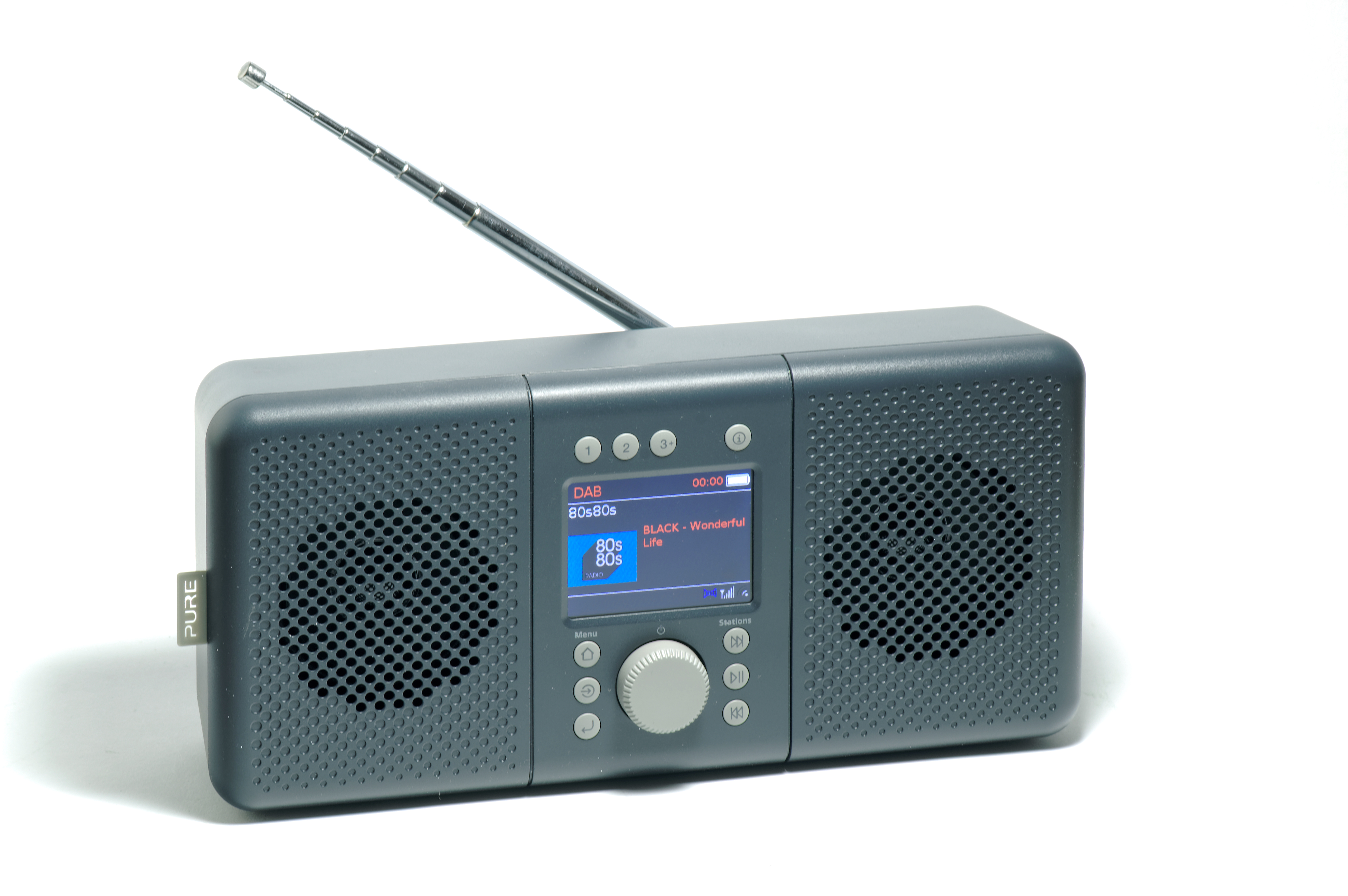
Wonderful Life sur DAB+

12" maxi single
1. Wonderful Life – 4:49
2. Life Calls – 3:51
3. Had Enough – 4:58
4. All We Need Is the Money – 4:23

7" single
1. Wonderful Life – 4:49
2. Life Calls – 3:51

## Charts et ventes

### Peak positions
| Chart (1986)                           | Peak position |
| -------------------------------------- | ------------- |
| Royaume-Uni (Official Charts Company)  | 72            |
| Chart (1987–1988)                      | Peak position |
| Australie (ARIA)                       | 23            |
| Autriche (Ö3 Austria Top 40)           | 1             |
| Belgique (Flandre Ultratop 50 Singles) | 6             |
| Belgique (VRT Top 30 Flandres)         | 5             |
| France (SNEP)                          | 2             |
| Allemagne (Media Control AG)           | 2             |
| Irlande Irish Singles Chart            | 7             |
| Italie (FIMI)                          | 9             |
| Pays-Bas (Nederlandse Top 40)          | 7             |
| Pays-Bas (Single Top 100)              | 10            |
| Espagne (AFYVE)                        | 7             |
| Suisse (Schweizer Hitparade)           | 2             |
| Royaume-Uni (Official Charts Company)  | 8             |
| Chart (1994)                           | Peak position |
| Irlande (IRMA)                         | 30            |
| Royaume-Uni (Official Charts Company)  | 42            |

### End of year charts
| End of year chart (1987)        | Position |
| ------------------------------- | -------- |
| Pays-Bas Dutch Top 40           | 93       |
| End of year chart (1988)        | Position |
| Autriche Austrian Singles Chart | 8        |

### Certifications
| Country   | Certification | Date | Sales certified |
| --------- | ------------- | ---- | --------------- |
| France    | Gold          | 1988 | 500,000         |
| Allemagne | Gold          | 1987 | 250,000         |

## Reprises
- Une reprise du groupe allemand Seeed porté par le chanteur Peter Fox, sera un de nouveau un succès en Allemagne en 2011, dans une version dancehall reggae.
- Une reprise est signée par Smith & Burrows, collaboration entre les musiciens anglais Tom Smith et Andy Burrows, sur l'album Funny Looking Angels (en).
- Une reprise a aussi été réalisée par Zucchero en 2007 publié dans son best of All the best.
- Une reprise a été faite par Lara Fabian dans son album du même nom que la chanson.
- Une reprise a été faite par Katie Melua[18] en 2015. Cette version a notamment été utilisée dans des publicités pour Fleury Michon et Brioche Pasquier en France.
- Une reprise a été réalisée par la chanteuse Imany dans son disque Voodoo Cello en 2021.
- Une reprise a été réalisée par le groupe Français Scarlean en collaboration avec l'artiste Hollandaise Anneke van Giersbergen. Le titre est présent sur l'album Soulmates (2019).